# Anti-Communist Action

Drapeau de l'Action anticommuniste.

L'Anti-Communist Action (en français : Action anticommuniste) est une organisation de droite à extrême droite basée aux États-Unis et au Canada. Le groupe s'est décrit comme « la réponse de la droite aux antifas ». Selon le Seattle Patch, l'organisation n'est pas spécifiquement alignée sur les suprémacistes blancs. Le groupe dit accepter les membres de toutes origines, se définit comme anti-communiste et opposé aux antifas.